# La Malagueta

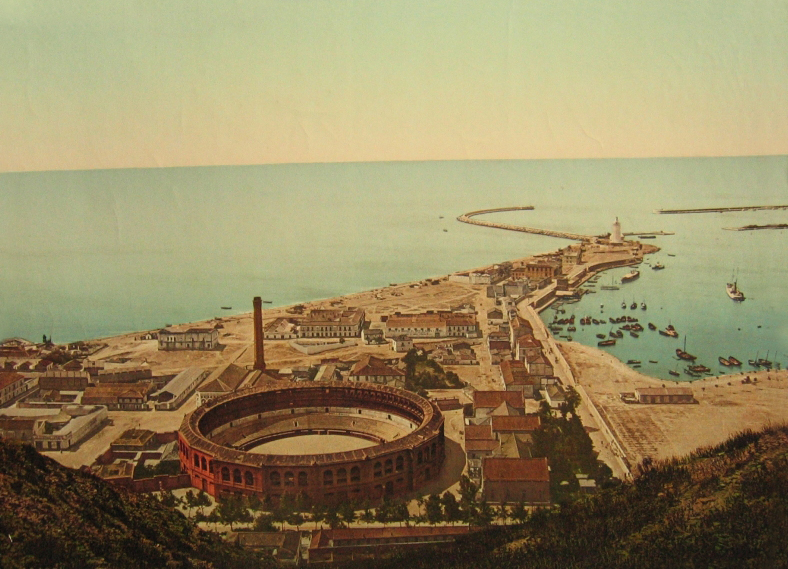
La Malagueta nel 1900

La Malagueta è un'arena in stile neomudéjar che si trova a Malaga.
L'edificio ha la forma di un esadecagono e, dopo la ristrutturazione effettuata nel 2010, ha una capacità di 9.032 spettatori. L'anello misura 52 metri di diametro e il complesso comprende quattro grandi recinti, dieci piccoli recinti, stalle, spogliatoi, un posto di pronto soccorso e diverse altre strutture tra cui il Museo Taurino dedicato ad Antonio Ordóñez.
La Malagueta è stata dichiarata nel 1981 Bien de Interés Cultural ed è anche protagonista durante la Feria de Málaga.